# سباق الجائزة الكبرى للدراجات النارية موسم 2012
سباق الجائزة الكبرى للدراجات النارية موسم 2012 كان النسخة الـ 64 من بطولة العالم التي نظمها الاتحاد الدولي للدراجات النارية. تكون الموسم من 18 سباقا بدأ بجائزة قطر الكبرى للدراجات النارية في 8 أبريل وانتهى بجائزة بلنسية الكبرى للدراجات النارية في 11 نوفمبر. توج خورخي لورنزو بطلا للموسم في فئة الموتو جي بي.

## النتائج
| الجولة | التاريخ   | الجائزة الكبرى                                 | الحلبة                           | الفائز بفئة موتو جي بي | الفائز بفئة موتو2       | الفائز بفئة موتو3       | التقرير |
| ------ | --------- | ---------------------------------------------- | -------------------------------- | ---------------------- | ----------------------- | ----------------------- | ------- |
| 1      | 8 أبريل   | جائزة قطر الكبرى للدراجات النارية 1            | حلبة لوسيل الدولية               | خورخي لورنزو           | مارك ماركيث             | مافريك فيناليس          | التقرير |
| 2      | 29 أبريل  | جائزة إسبانيا الكبرى للدراجات النارية          | حلبة خيريز                       | كيسي ستونر             | بول إسبارغارو           | رومانو فينتي            | التقرير |
| 3      | 6 مايو    | جائزة البرتغال الكبرى للدراجات النارية         | حلبة إستوريل                     | كيسي ستونر             | مارك ماركيث             | ساندرو كورتيز           | التقرير |
| 4      | 20 مايو   | جائزة فرنسا الكبرى للدراجات النارية            | حلبة دي لا سارث                  | خورخي لورنزو           | توماس لوثي              | لويس روسي               | التقرير |
| 5      | 3 يونيو   | جائزة كتالونيا الكبرى للدراجات النارية         | حلبة دي كاتلونيا                 | خورخي لورنزو           | أندريا يانوني           | مافريك فيناليس          | التقرير |
| 6      | 17 يونيو  | جائزة بريطانيا الكبرى للدراجات النارية         | حلبة سلفرستون                    | خورخي لورنزو           | بول إسبارغارو           | مافريك فيناليس          | التقرير |
| 7      | 30 يونيو  | كأس هولندا السياحية 2                          | حلبة أسن تي تي                   | كيسي ستونر             | مارك ماركيث             | مافريك فيناليس          | التقرير |
| 8      | 8 يوليو   | جائزة ألمانيا الكبرى للدراجات النارية          | ساتشسينرينج                      | داني بيدروسا           | مارك ماركيث             | ساندرو كورتيز           | التقرير |
| 9      | 15 يوليو  | جائزة إيطاليا الكبرى للدراجات النارية          | حلبة موجيلو                      | خورخي لورنزو           | أندريا يانوني           | مافريك فيناليس          | التقرير |
| 10     | 29 يوليو  | جائزة الولايات المتحدة الكبرى للدراجات النارية | حلبة لاغونا سيكا                 | كيسي ستونر             | لم يقم سباق لهذه الفئة3 | لم يقم سباق لهذه الفئة3 | التقرير |
| 11     | 19 أغسطس  | جائزة إنديانابوليس الكبرى للدراجات النارية     |                                  | داني بيدروسا           | مارك ماركيث             | لويس سالوم              |         |
| 12     | 26 أغسطس  | جائزة التشيك الكبرى للدراجات النارية           | حلبة برنو                        | داني بيدروسا           | مارك ماركيث             | جوناس فولجير            | التقرير |
| 13     | 16 سبتمبر | جائزة سان مارينو الكبرى للدراجات النارية       | حلبة ميزانو الدولية              | خورخي لورنزو           | مارك ماركيث             | ساندرو كورتيز           | التقرير |
| 14     | 30 سبتمبر | جائزة أراغون الكبرى للدراجات النارية           | حلبة آراغون                      | داني بيدروسا           | بول إسبارغارو           | لويس سالوم              |         |
| 15     | 14 أكتوبر | جائزة اليابان الكبرى للدراجات النارية          | حلبة موتيجي                      | داني بيدروسا           | مارك ماركيث             | داني كينت               | التقرير |
| 16     | 21 أكتوبر | جائزة ماليزيا الكبرى للدراجات النارية          | حلبة سيبانغ الدولية              | داني بيدروسا           | أليكس دي أنجليس         | ساندرو كورتيز           | التقرير |
| 17     | 28 أكتوبر | جائزة أستراليا الكبرى للدراجات النارية         | حلبة الجائزة الكبرى بجزيرة فيليب | كيسي ستونر             | بول إسبارغارو           | ساندرو كورتيز           | التقرير |
| 18     | 11 نوفمبر | جائزة بلنسية الكبرى للدراجات النارية           | حلبة ريكاردو تورمو               | داني بيدروسا           | مارك ماركيث             | داني كينت               | التقرير |